# Ronzino
Il termine ronzino indica un cavallo dalla cattiva conformazione.
Non indica quindi una razza, ma un cavallo senza pedigree, meticcio, piccolo e magro.
Durante il Medioevo con il nome ronzino ci si riferiva al cavallo di poco pregio che il padrone dava al servo per lo scudiero o per portare i bagagli.

## Etimologia
Ronzino (in antico italiano anche ronzone e roncione) deriva dall'antico francese roncin
 (da cui il provenzale rocin) dal latino medievale roncinus, "cavallo da montagna".

## Nella letteratura
Nel romanzo Don Chisciotte della Mancia, la cavalcatura del protagonista si chiama Ronzinante (Rocinante nell'originale), il cui nome è stato scelto da Cervantes appunto per l'assonanza con il termine ronzino (rocín in lingua spagnola). Il termine ronzinante è poi diventato un nome comune con cui si indicano cavalli vecchi, malaticci e sgraziati.